# Black Smoke Rising
Black Smoke Rising è il primo EP del gruppo musicale statunitense Greta Van Fleet, pubblicato il 21 aprile 2017.

## Tracce
1. Highway Tune – 3:01
2. Safari Song – 3:55
3. Flower Power – 5:13
4. Black Smoke Rising – 4:20

## Formazione
- Joshua Michael Kiszka – voce
- Jacob Thomas Kiszka – chitarra, mandolino (3)
- Samuel Francis Kiszka – basso, organo (3)
- Daniel Robert Wagner – percussioni